# Station Bakoe
Het Station van Bakoe (Azerbeidzjaans: Bakı Dəmir Yolu Vağzalı) is het centraal station van de Azerbeidzjaanse hoofdstad Bakoe. Het is een kopstation en het is ook het startpunt en het eindpunt van de cirkelvormige Voorstedelijke Spoorwegen van Bakoe. Het treinstation is via een voetgangerstunnel verbonden met het metrostation 28 May van de Lijn 1. De exploitatie van het spoorwegverkeer in Azerbeidzjan (behalve de Metro van Bakoe) is in handen van de Azerbeidzjaanse Spoorwegen, Azərbaycan Dəmir Yolları.

## Geschiedenis
Het eerste stationsgebouw dateert uit 1880, met de lancering van de Bakoe-Tbilisi-spoorlijn. De architectuur van het eerste gebouw was in de neomoorse stijl. In 1926 werd het tweede stationscomplex, ontworpen en gebouwd om de geëlektrificeerde Bakoe-Sabunchu-spoorweg te bedienen. De architectuur van het tweede gebouw is eveneens in de neomoorse stijl. In 1967 werd het metrostation 28 May gebouwd en verbonden met het treinstation door een voetgangerstunnel. In 1977 onderging het stationscomplex een ingrijpende renovatie, waarbij een modern stationsgebouw werd gebouwd, grenzend aan het oude treinstation.
In 2017 werd het stationscomplex grondig gerenoveerd. Tijdens de renovatie werd het interieur van het station gerestaureerd en lcd-schermen geplaatst met informatie van de treinroosters voor de passagiers. Vanwege de aanzienlijke toename van het passagiersverkeer werd bovendien besloten de ruimte op te splitsen in loketten en wachtzalen voor interlokale en internationale treinen. Bij het nieuwe ontwerp werd rekening gehouden met de huidige bouwstijl en werd voor de decoratie gebruik gemaakt van natuurlijke en kunstmatige materialen die identiek aan het origineel waren. In het stationsgebouw zijn ook hotelkamers beschikbaar.

## Fotogalerij

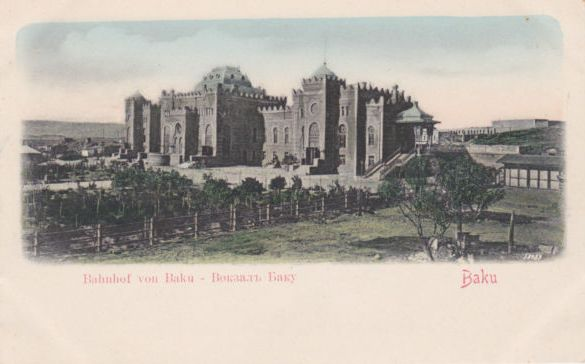
Ansichtkaart, circa 1910
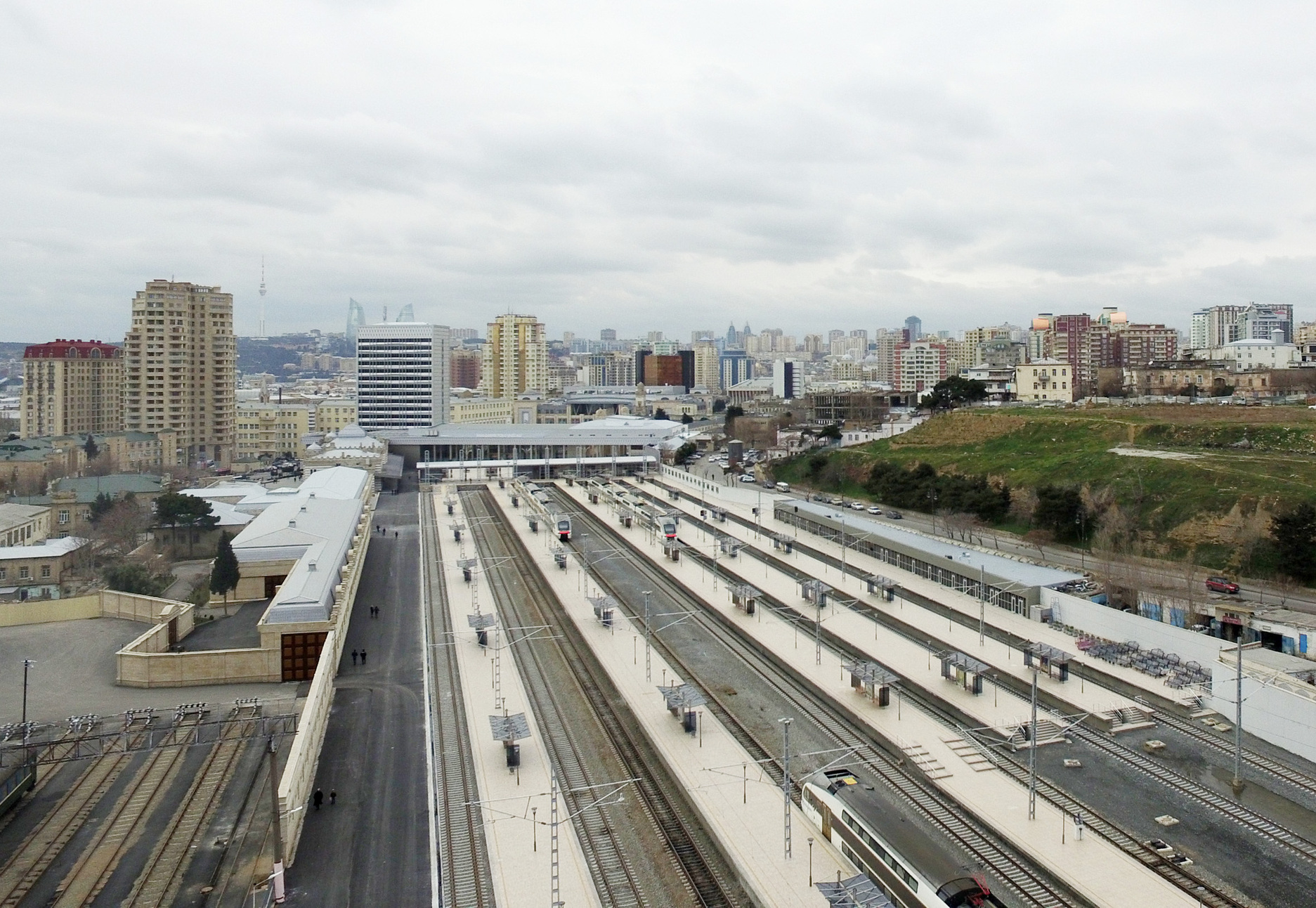
Platformen, februari 2017
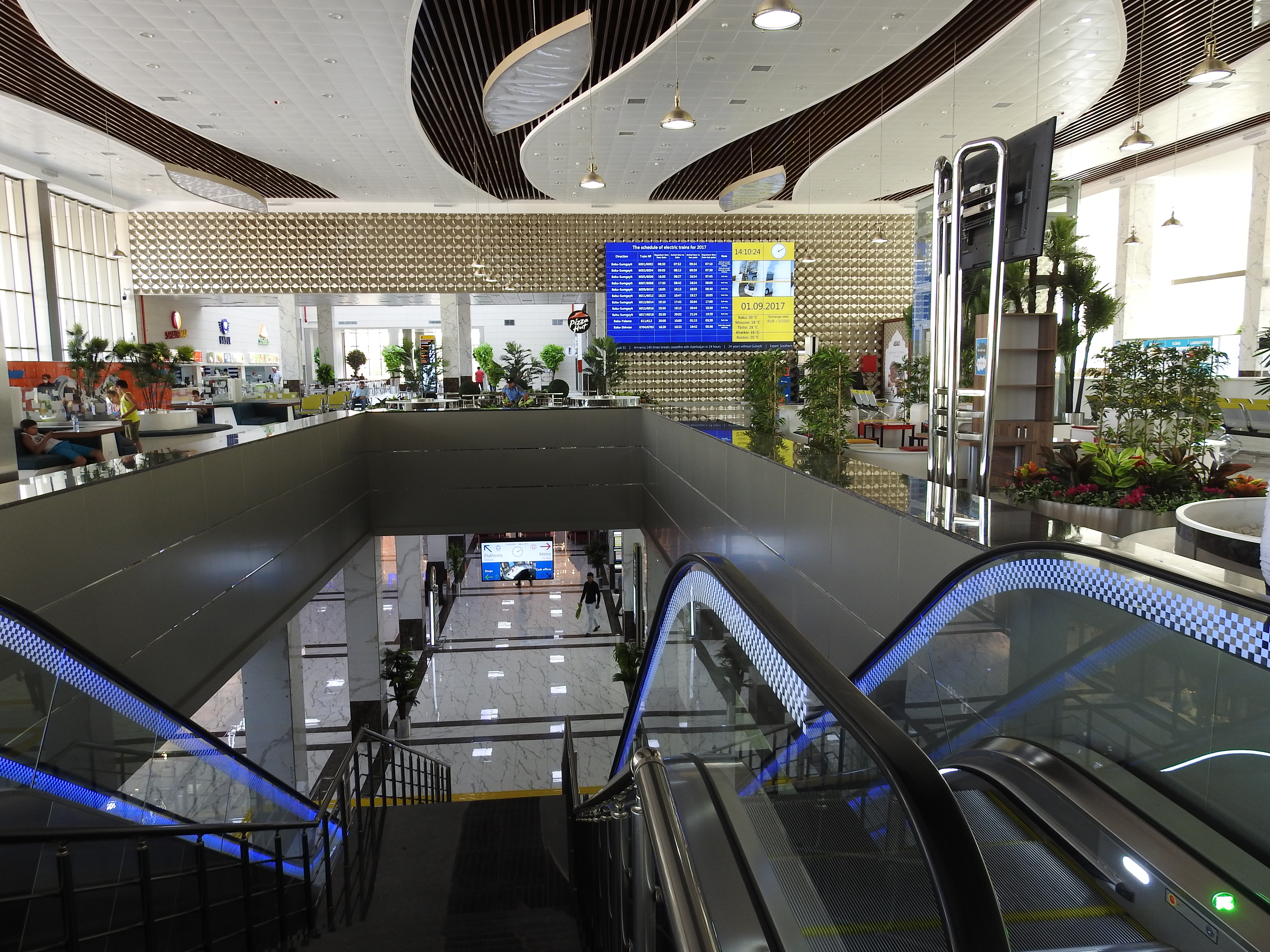
Roltrappen naar het metrostation 28 May
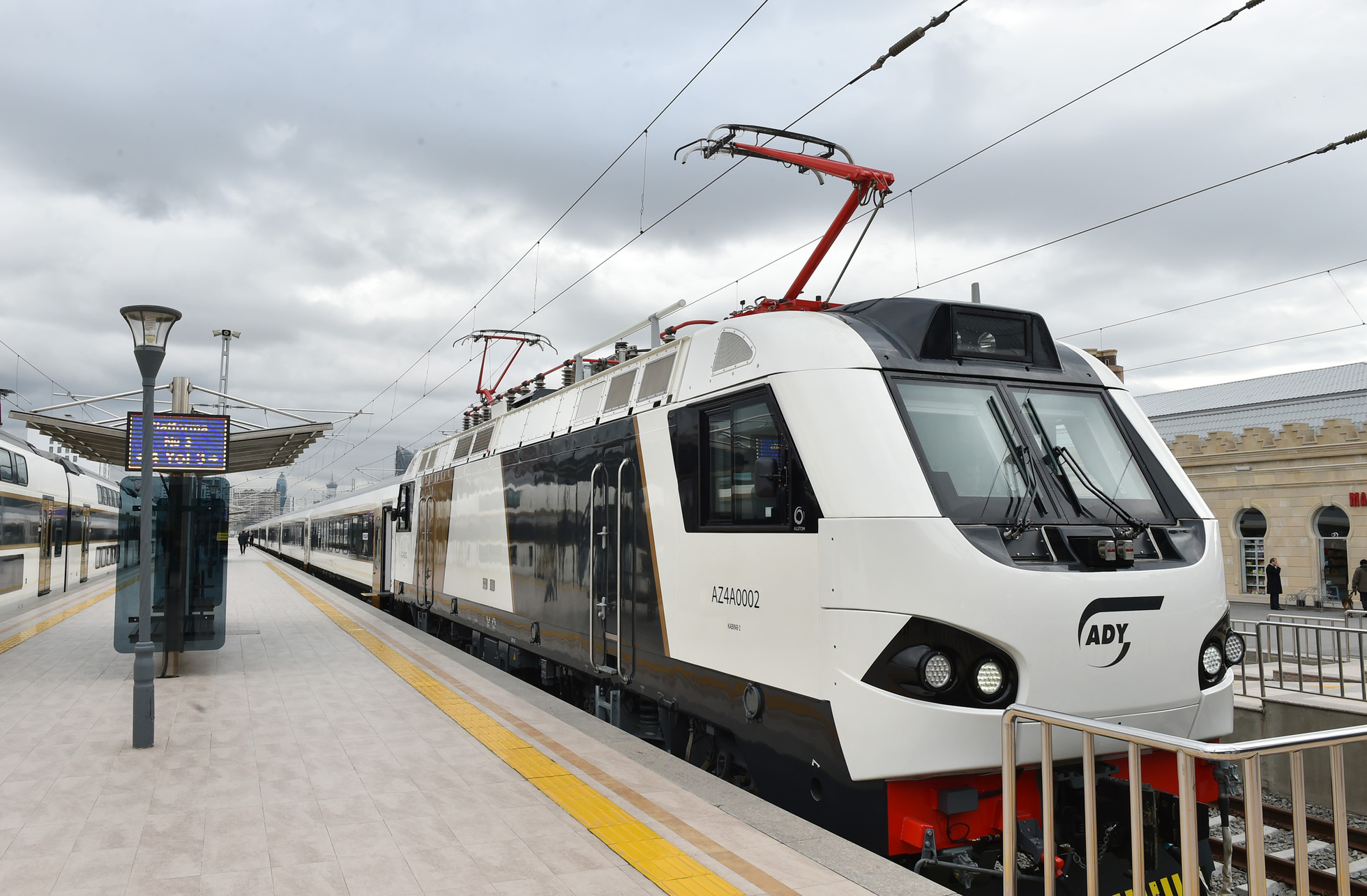
Elektrische locomotief AZ4A-0002 met passagiersrijtuigen op het treinstation